# Rada Negra
La Rada Negra  fue celebrada del 17 al 18 (27-28) de junio de 1663, en las afueras de Nizhyn. Fue convocada para elegir al Hetman de la margen izquierda de Ucrania. A esta Rada asistieron no sólo la élite cosaca, sino también cosacos ordinarios, incluidos los del Sich de Zaporiyia.

## Historia
En la orilla izquierda, la maza del atamán fue reclamada por Yakim Somko; Vasily Zolotarenko, entonces el coronel de Nizhyn; y Ivan Bryukhovetsky, el atamán del Sich de Zaporiyia.
En marzo de 1663, el Zar Aleijo I envió el Príncipe Daniil Stepanovich Velikogagin, con el título de gobernador ruso de la Orilla Izquierda de Ucrania, para asistir a la Rada cosaca reunida para la elección del nuevo Hetman de la orilla izquierda.
El 17 de junio de 1663, comenzó la Rada Negra, cerca de Nizhyn, donde llegaron el Obispo Metodio, los principales aspirantes: Yakim Somko y Ivan Bryukhovetsky, todos los coroneles y capataces de la orilla izquierda, además:  muchos cosacos simples. Para evitar posibles disturbios, se ordenó a todos los cosacos que llegaran a la Rada sin armas.
En el centro de la plaza se colocó una mesa, al lado una silla para el Príncipe Daniil, y debajo de la plaza donde tuvo lugar la Rada, se instaló una “carpa real negra” (de ahí el nombre de Rada Negra), detrás de la cual había filas de guerreros moscovitas armados.
Al principio de la reunión, los cosacos iban armados, lo que significa que no obedecieron a la orden de acudir a la reunión desarmados.
El Príncipe Danill comenzó a leer su discurso, pero fue interrumpido por los partidarios de Ivan Bryukhovetsky que comenzaron a proclamarlo como Hetman, y en respuesta los partidarios de Yakim Somko hicieron lo mismo. Se produjo una breve batalla, tras la cual: los cosacos se dispersaron en sus convoyes.
Al día siguiente, el Príncipe Danill ordenó que Ivan Bryukhovetsky y Yakim Somko regresaran a la Rada con sus partidarios sin portar armas. Pronto, Yakim Somko llegó a la tienda real del Príncipe Danill y informó de que los partidarios de Bryukhovetsky habían tratado de matarlo. Entonces, El Príncipe Danill ordenó enviar Somko y sus os partidários a la ciudad de Nizhyn, bajo la protección del Gobernador Dmitriev.
Después de que Somko abandonara la sede de la Rada, Ivan Bryukhovetsky fue elegido por unanimidad como nuevo atamán de la orilla izquierda y, el 18 de junio, se celebró un servicio de oración en la iglesia catedral de Nizhyn por la salud del Zar Aleijo I y, después, Bryukhovetsky prestó juramento de lealtad al Zar Aleijo I y recibió la Carta de Reconocimiento de la autoridad de Hetman y una maza del Príncipe Danill.
Poco después, el Príncipe Danill fue llamado a Moscú, sin tener tiempo de ponerse de acuerdo con el Hetman Ivan Bryukhovetsky sobre la condición de la presencia de guarniciones rusas en la Rusia Menor.
Ivan Bryukhovetsky y los ancianos cosacos cuestionaron la exactitud del Príncipe Danill sobre la cantidad de reservas de cereales destinadas a los militares de Moscú, así como sobre las aldeas residenciales y molinos supuestamente prometidas para alimentar a los gobernadores y al pueblo inicial.
El Koshovyi Otamán Ivan Bryukhovetsky logró ganarse el apoyo de los pobres. En la Rada Negra, Bryukhovetsky, cuya candidatura fue apoyada por el gobierno zarista, logró su elección como Hetman. Después de la Rada, los rivales de  Bryukhovetsky: Yakim Somko y Vasily Zolotarenko fueron arrestados, acusados de conexiones con la nobleza polaca y, en septiembre de 1663, ejecutados en Borzna (Raión de Nizhyn).